# Architettura Civile
Architettura Civile è un periodico trimestrale in lingua italiana e inglese, dedicato ai temi dell'insegnamento universitario e alla ricerca sull'architettura delle città, sul lavoro e sull'opera dei maestri. 
Campo di interesse è la riflessione critica intorno alla formazione in architettura, alle mostre che la documentano, alle iniziative culturali che approfondiscono le tematiche del progetto di architettura in rapporto a figure di architetti e studiosi.
La rivista ha il sostegno del Politecnico di Milano ed è edita da Araba Fenice.

## Storia
La rivista Architettura Civile è stata fondata nel 2008.

## Numeri pubblicati e contenuti
n. 1, 2008
Architettura e Urbanistica
Mostra delle attività didattiche dei Laboratori di Architettura e di Urbanistica
A cura di Luca Monica
n. 2, 2009
Premio Mantero 2009
Inaugurazione dell’anno accademico 2009-2010
A cura di Raffaella Neri
n. 3, 2010
A.C. Architettura/Composizione.
Mostra delle attività didattiche dei Laboratori di Architettura II anno
A cura di Riccardo Canella, Laura Anna Pezzetti, con Davide Guido
n. 4, 2011
Premio Mantero 2008-2009
Inaugurazione dell’anno accademico 2010-2011
A cura di Raffaella Neri
n. 5, 2012
Premio Mantero 2009-2010
Inaugurazione dell’anno accademico 2011-2012
A cura di Raffaella Neri
n. 6, 2012
James Sloss Ackerman
Conferimento della Laurea ad Honorem. 12 ottobre 2009
A cura di Maria Cristina Loi
n. 7/8, 2013
Congedo dalla Tipologia?
Attività didattica dei Laboratori di Progettazione architettonica I anno
A cura di Francesca Belloni, Elvio Manganaro
n. 9/10, 2014
Architetture di Luigi Caccia Dominioni
A cura di Edoardo Colonna di Paliano
n. 11/12/13, 2015
Premio Mantero X e XI edizione
Anni accademici 2010-2011 e 2011-2012
A cura di Francesca Belloni, Elvio Manganaro
n. 14, 2015
Premio Mantero XII edizione
Anni accademici 2012-2013 e 2011-2012
A cura di Francesca Belloni, Edoardo Colonna di Paliano
n. 15, 2015
Gianugo Polesello
Attraverso le architetture
A cura di Luca Monica, Raffaella Neri
n. 16, 2016
Il progetto di architettura e la scuola
Cinque domande
A cura di Francesca Belloni, Edoardo Colonna di Paliano
n. 17/18/19, 2017
Milano Expo dopo Expo
A cura di Federico Acuto, Giovanni Comi
n. 20/21/22, 2018
Le scuole di architettura nel teatro del mondo
A cura di Francesca Belloni, Edoardo Colonna di Paliano
n. 23/24, 2019
Incompiute città di Palermo
A cura di Marcella Aprile, Giuseppe Di Benedetto

## Hanno scritto sulla rivista
James Sloss Ackerman, Marcella Aprile, Giovanni Azzone, Alessandro Balducci, Francisco Barata Fernandes, Piotr Barbarewicz, Claudia Battaino, Francesca Bonfante, Enrico Bordogna, Mario Botta, Riccardo Canella, Michele Caja, Maurizio Carones, Roberto Cavallo, Arnaldo Cecchini, Francesco Cellini, Domenico Chizzoniti, Giovanni Cislaghi, Jean-Louis Cohen, Francesco Collotti, Claudio D'Amato Guerrieri, Armando Dal Fabbro, Max Dudler, Raimund Fein, Giovanni Luca Ferreri, Giorgio Fiorese, Kenneth Frampton, Elio Franzini, Giorgio Frassine, Elsa Garavaglia, Alberto Gavazzi, Marco Ghilotti, Pierluigi Grandinetti, Vittorio Gregotti, Stefano Guidarini, Fulvio Irace, Marcio Kogan, Maria Cristina Loi, Serena Maffioletti, Giovanni Marras, Nicola Marzot, Maurizio Meriggi, Bruno Messina, Antonio Monestiroli, Tomaso Monestiroli, Luca Monica, Raffaella Neri, Carlo Olmo, Luciano Patetta, Vincenzo Petrini, Laura Anna Pezzetti, Paolo Portoghesi, Nicolò Privileggio, Marco Prusicki, Gundula Rakowitz, Massimiliano Savorra, Uwe Schröder, Andrea Sciascia, Francesca Scotti, Luciano Semerani, Mauro Sulla, Salvatore Tedesco, Clorinda Testa, Paolo Tombesi, Gianluca Vago, Giovanni Vragnaz, Paolo Zermani

## Redazione
Direttore
- Angelo Torricelli

Comitato scientifico
- Roberta Amirante (Università degli Studi di Napoli Federico II)
- Francesco Cellini (Università degli Studi Roma Tre)
- Jean-Louis Cohen (Institute of Fine Arts, New York University)
- Giuseppe di Benedetto (Università degli Studi di Palermo)
- Susanne Komossa (TU Delft)
- Eleonora Mantese (Università IUAV di Venezia)
- Bruno Messina (Università degli studi di Catania)
- Uwe Schröder (RWTH Aachen)